# Fatou N'Diaye (influenceuse)
Pour les articles homonymes, voir Fatou N'Diaye et N'Diaye.
Fatou N'Diaye, née en 1977 à Paris en France, est une célèbre influenceuse française. Créatrice du premier blog beauté français dédié à la beauté noire Black Beauty Bag et consultante auprès de grandes marques de cosmétiques et de luxe, elle vit de son image et de son blog.

## Biographie et parcours
Fatou N'Diaye est née en 1977, en France. Sa mère est originaire du Nigéria et son père est sénégalo-malien. C'est une influenceuse qui se définit comme « créatrice de contenus ». Elle est également consultante en cosmétiques de luxe et gère le site français de la marque américaine Carol’s Daughter, qui propose notamment des produits pour cheveux crépus.

Très jeune, elle constate qu'en Europe, les femmes noires sont peu représentées dans les magazines féminins et que les produits de beauté adaptés à sa couleur de peau n'existent pas dans les magasins spécialisés. 
« Quand je regardais les magazines, je ne voyais personne me ressembler. J’avais l’impression que la femme noire n’existait pas dans l’espace public. On me disait que j’étais française mais je n’apparaissais nulle part ».
Pour elle, si les femmes noires sont invisibilisées c'est parce qu'elles sont considérées comme des personnes qu’on n'a pas envie de voir.

Elle fréquente le forum beauté Beauté d'Afrique, sur lequel elle anime un topic spécial soin des peaux noires. Elle suit également les forums Boucles et coton, ainsi que Cheveux ébène, qui est l'un des premiers à parler de cheveux crépus. De nombreuses femmes la sollicitent, ce qui la motive à créer son propre espace. Le 7 juillet 2007, elle ouvre une page sur Skyblog, qui se retrouve rapidement en tête du top des recommandations de blogs à suivre, proposées par le site.
« Quand j’ai créé mon blog, c’était pour dire “Je suis noire, je m’aime, et j’ai envie de parler de la réalité d’être une femme noire dans une société qui n’est pas faite pour elle” […] Ça va au-delà d’une histoire de rouge à lèvres. »
Les blogs de ce type sont les premiers à mettre en lumière des femmes comme Solange Knowles, la sœur de Beyoncé, qui célèbrent leur beauté et leurs cheveux naturels, non défrisés. En 2007, elle crée un blog, My Makeup Bag, qui deviendra par la suite Black Beauty Bag. Elle y partage des astuces et tutos beauté, des infos culturelles destinée aux personnes noires et métisses, et dénonce les discriminations qu'elles subissent quotidiennement. Malgré les tentatives de dépréciation, le blog, d'abord taxé de militant et communautariste, devient rapidement une référence pour toutes les questions liées à la beauté des femmes noires.
En 2012, elle ouvre un compte Instagram. À l'époque, l'application propose uniquement de partager des photos, à la manière de Tumblr. En 2015, elle est invitée au Festival de Cannes, en tant qu'ambassadrice de L'Oréal Paris, dans le cadre du Brush Contest, une compétition internationale de maquillage parrainée par la comédienne Eva Longoria. À cette époque, son blog compte déjà plus de 150 000 visiteurs par mois. En 2018, le magazine L'Express la qualifie de l'une des blogueuses les plus influentes de France.
Au début de l'année 2021, ses comptes Instagram et Facebook (également créé en 2012) comptent plus de 280 000 abonnés cumulés. Fatou N'Diaye estime que 65 % de Noirs et 35 % de Blancs la suivent sur les réseaux sociaux.
Elle est mère d'un garçon né en 2002.

## Engagements
Fatou N'Diaye déplore le manque d'expertise sur les sujets liés à la beauté des peaux noires, truffés d'erreurs, de maladresses et de clichés, souvent exotiques, et questionne la mixité des rédactions. Le marché reste dominé par les soins destinés à aux peaux « caucasiennes ». Trop souvent, les cheveux crépus suscitent des préjugés méprisants et discriminants. Une réhabilitation numérique permet de partager de citations inspirantes et des astuces beauté bienveillantes.
Pour elle, la reconstruction de l'estime de soi des personnes noires prend du temps. L'aliénation reste forte en raison d'une problématique liée au passé colonial et à l’esclavage, quand « les femmes étaient traitées comme des bêtes, leur intelligence et leur beauté étaient niées ». il y a encore beaucoup de femmes africaines qui continuent à se blanchir la peau pour se trouver belle.
Il s'agit de défendre le droit à exister sur la place publique. En tant qu'influenceuse, elle défend l'inclusion, la diversité, le droit à normaliser un cheveu crépu comme tout autre type de cheveu. En défendant les corps, elle milite pour la visibilité.
En tant qu'influenceuse, elle estime qu'il est de son devoir de sensibiliser les gens. En 2020, elle évoque la mort de George Floyd et dénonce le racisme ordinaire, les clichés et le jugements. Pour elle, être anti-raciste n'est pas suffisant. Le racisme concerne tout le monde, et non pas uniquement les personnes qui en sont victimes. Penser à son prochain relève de l'humain.

## Réactions
En juillet 2016, à la suite d'une émission animée par Sébastien Cauet, dans laquelle l'un des chroniqueurs, Norman Thavaud, grimé en noir et affublé d'une fausse perruque raillant le style afro, se moque des femmes nommées Fatoumata, elle rédige un article où elle dénonce la stigmatisation de ce prénom et l'usage du blackface. Dans cette tribune publiée sur le site d'actualités HuffPost, elle critique également le titre Elle t'a maté (Fatoumata) du chanteur Keen'V.
« A toutes ces femmes qui portent mon prénom, n'ayez plus honte parce qu'un prénom c'est comme notre ADN, il est une part de nous. Nos parents ne l'ont pas choisi au hasard ou pour le plaisir. Et des illustres Fatou, il y en a à ne plus savoir quoi en faire, elles sont écrivains, cinéastes, avocats, juges, médecins, institutrices, entrepreneuses, femmes de conviction et j'en passe. » 